# Список інституцій Міністерства культури України
|  | Службовий список статей, створений для координації робіт з розвитку теми. Це попередження не встановлюється на інформаційні списки і глосарії. |

Список інституцій Міністерства культури України (2019 рік)
Міністерство культури України
1. Державне агентство України з питань кіно
2. Український інститут національної пам'яті

Освіта
1. Державна художня середня школа імені Т. Г. Шевченка
2. Львівська середня спеціалізована музична школа-інтернат імені С. Крушельницької
3. Одеська середня спеціалізована музична школа-інтернат імені професора П. С. Столярського
4. Харківська середня спеціалізована музична школа-інтернат
5. Київська середня спеціалізована музична школа-інтернат імені М. В. Лисенка
6. Державна спеціалізована художня школа-інтернат I - III ступенів «Колегіум мистецтв у Опішні імені Василя Кричевського»
7. Державний науково-методичний центр змісту культурно-мистецької освіти
8. Дитяча хореографічна школа при Національному заслуженому академічному ансамблю танцю України імені Павла Вірського
9. Луганська державна академія культури і мистецтв
10. Львівська національна музична академія імені М. В. Лисенка
11. Одеська національна музична академія імені А. В. Нежданової
12. Харківська державна академія культури
13. Харківський національний університет мистецтв імені І. П. Котляревського
14. Київський національний університет культури і мистецтв
15. Національна музична академія України імені П. І. Чайковського
16. Київський Національний університет театру, кіно і телебачення імені І. К. Карпенка-Карого
17. Національна академія образотворчого мистецтва і архітектури
18. [[Бобровицьке відділення по підвищенню кваліфікації працівників культури і мистецтв Національної академії керівних кадрів культури і мистецтв]]
19. Національна академія керівних кадрів культури і мистецтв
20. Студія по підготовці акторських кадрів при Національному заслуженому академічному ансамблі танцю України імені Павла Вірського
21. [[Студія по підготовці акторських кадрів при Національному заслуженому академічному українському народному хорі України імені Г. Г. Верьовки]]
22. Студія по підготовці акторських кадрів при Національній заслуженій капелі бандуристів України імені Г. І. Майбороди
23. [[Рівненський центр підвищення кваліфікації та перепідготовки працівників культури Національної академії керівних кадрів культури і мистецтв]]
24. Чернігівська філія Національної академії керівних кадрів культури і мистецтв

Бібліотеки:
1. Харківська державна наукова бібліотека імені В. Г. Короленка
2. Державна бібліотека України для юнацтва
3. Національна бібліотека України імені Ярослава Мудрого
4. Національна історична бібліотека України
5. Національна бібліотеки України для дітей
6. Одеська національна наукова бібліотека

Музеї:
1. Національний музей-заповідник українського гончарства
2. Національний науково-дослідний реставраційний центр України
3. Національний музей літератури України
4. Національний музей історії України
5. Національний музей Тараса Шевченка
6. Національний музей історії України у Другій світовій війні. Меморіальний комплекс
7. Національний художній музей України
8. Львівська національна галерея мистецтв імені Б. Г. Возницького
9. Національний музей у Львові імені Андрея Шептицького
10. Національний музей «Меморіал жертв Голодомору»
11. Національний музей народної архітектури та побуту України
12. Національний музей-меморіал жертв окупаційних режимів «Тюрма на Лонцького»
13. Національний меморіальний комплекс «Висота маршала І. С. Конєва»

Центри:
1. Український центр культурних досліджень
2. Український державний інститут культурної спадщини
3. Національний центр театрального мистецтва імені Леся Курбаса

Заповідники:
1. Шевченківський національний заповідник
2. Національний історико-культурний заповідник «Качанівка»
3. Національний заповідник «Батьківщина Тараса Шевченка»
4. Національний історико-меморіальний заповідник «Поле Берестецької битви»
5. Національний історико-культурний заповідник «Чигирин»
6. Національний заповідник «Хортиця»
7. Національний заповідник «Давній Галич»
8. Національний Києво-Печерський історико-культурний заповідник
9. Національний історико-етнографічний заповідник «Переяслав»
10. Національний історико-археологічний заповідник «Кам'яна Могила»
11. Національний історико-культурний заповідник «Гетьманська столиця»
12. Національний заповідник «Софія Київська»
13. Національний історико-меморіальний заповідник «Биківнянські могили»
14. Національний історико-меморіальний заповідник «Бабин Яр»
15. Державний історико-культурний заповідник у м. Белзі
16. Державний історико-архітектурний заповідник у м. Жовкві
17. Національний заповідник «Глухів»
18. Національний заповідник «Замки Тернопілля»
19. Кременецько-Почаївський державний історико-архітектурний заповідник
20. Державний історико-архітектурний заповідник у м. Бережанах
21. Національний історико-архітектурний заповідник «Кам'янець»
22. Державний історико-архітектурний заповідник «Стара Умань»
23. Державний історико-архітектурний заповідник «Хотинська фортеця»
24. Національний архітектурно-історичний заповідник «Чернігів стародавній»

Інші бюджетні установи:
1. Український культурний фонд
2. Державна установа «Український інститут книги»

Театри:
1. Державне підприємство «Національний академічний театр опери та балету України імені Т. Г. Шевченка»
2. Державне підприємство «Національний академічний драматичний театр імені Івана Франка»
3. Державне підприємство «Національний академічний театр російської драми імені Лесі Українки»
4. Львівський національний академічний театр опери та балету імені Соломії Крушельницької
5. Державне підприємство Національний академічний український драматичний театр імені Марії Заньковецької
6. Одеський національний академічний театр опери та балету
7. Державне підприємство «Харківський національний академічний театр опери та балету імені М. В. Лисенка»

Концертні установи:
1. Національний заслужений академічний український народний хор України імені Г. Г. Верьовки
2. Національний заслужений академічний ансамбль танцю України імені Павла Вірського
3. Національна заслужена капела бандуристів України імені Г. І. Майбороди
4. Національна заслужена академічна капела України «Думка»
5. Державне підприємство «Національний заслужений академічний симфонічний оркестр України»
6. Національний академічний оркестр народних інструментів України
7. Національний ансамбль солістів «Київська Камерата»
8. Державне підприємство «Національний будинок органної та камерної музики України»
9. Національна філармонія України
10. Державне підприємство «Національний одеський філармонійний оркестр»
11. Державне підприємство «Національний академічний духовий оркестр України»
12. Державне підприємство «Дирекція будинку державних художніх колективів»
13. Івано-Франківський національний академічний Гуцульський ансамбль пісні і танцю «Гуцулія»

Цирки:
1. Державне підприємство «Національний цирк України»
2. Державне підприємство «Дніпровський державний цирк»
3. Державне підприємство «Запорізький державний цирк»
4. Державне підприємство «Криворізький державний цирк»
5. Державне підприємство «Львівський державний цирк»
6. Державне підприємство «Харківський державний цирк імені Ф. Д. Яшинова»
7. Державне підприємство «Одеський державний цирк»
8. Державне підприємство «Дирекція пересувних циркових колективів України»
9. Державне підприємство «Державна циркова компанія України»

Інші госпрозрахункові підприємства
1. Державне підприємство «Державна театрально-видовищна агенція»
2. Державне підприємство «Кримський дім»
3. Державне підприємство «Творчо-виробничий та навчально-дослідний центр розвитку сучасного мистецтва»
4. Державне підприємство «Державна дирекція міжнародних конкурсів та мистецьких програм «Арт-Україна»
5. Державне унітарне підприємство «Дирекція з будівництва другої черги Національного музею «Меморіал жертв Голодомору»

Товариства:
1. Всеукраїнське товариство «Просвіта» імені Тараса Шевченка

Творчі спілки:
1. Національна всеукраїнська музична спілка
2. Національна спілка кобзарів України
3. Національна спілка кінематографістів України
4. Національна спілка композиторів України
5. Національна спілка майстрів народного мистецтва України
6. Національна спілка письменників України
7. Товариства з обмеженою відповідальністю «Газета «Літературна Україна»
8. Національна спілка театральних діячів України
9. Будинок ветеранів сцени імені Н. М. Ужвій Національної спілки театральних діячів України
10. Національна спілка художників України
11. Національна хореографічна спілка України
12. Національна спілка фотохудожників України
13. Національна спілка краєзнавців України
14. Спілка дизайнерів України
15. Київська організація Національної спілки композиторів України

## Адреси і керівники
1	Національний музей-меморіал "Тюрма на Лонцького", 36739056	вул. С. Бандери, 1, м. Львів	Забілий Руслан Володимирови
2	Київська середня спеціалізована музична школа-інтернат ім. М.В. Лисенка (код ЄРДПОУ 02214219)	м.Київ, вул. Парково-Сирецька 4.	Директор. Волков Сергій Михайлович
3	"Харківський національний
університет мистецтв
імені І.П.Котляревського
02214350"	"61003, м. Харків,
майдан
Конституції,11/13"	"Вєркіна
Тетяна
Борисівна
4	Національний меморіальний комплекс "Висота маршала І.С.Конєва" (35617239)	Харківська обл., Дергачівський район, смт Солоницівка, НМК ВМК	Гаврюшенко Володимир Єгорович
5	Національний академічний оркестр народних інструментів України                            	м. Київ бул Т.Шевченка 50-52	Гуцал  Віктор Омелянович;
6	Львівська національна музична академія імені М.В.Лисенка код ЄДРПОУ 02214225	79005 м.Львів,вул.Нижанківського,5	Суха Л.В.
7	Національний історико- культурний заповідник "Чигирин" (04812976)	Черкаська обл. м.Чигирин вул.Грушевського,26	Полтавець Василь Іванович
8	ДП "Національний академічний духовий оркестр України" (05509501)	01001, м.Київ Володимирський узвіз,2б	Піроженко Олександр Іванович
9	КИЇВСЬКЕ ДЕРЖАВНЕ ХОРЕОГРАФІЧНЕ  УЧИЛИЩЕ код  ЄДРПОУ        02214946	04112, м. Київ, вул. Парково-Сирецька 4	Дорошенко  Іван Васильович
10	Національний музей Голодомору-геноциду (ЄДРПОУ 36588948)	01015 м.Київ, вул. Лаврська,3	Стасюк Олеся Олександрівна
11	Державна бібліотека України для юнацтва (02224382)	"м. Київ, 
пр-кт Голосіївсь-кий, буд. 122, корпус 1"	"Саприкін Георгій Анатолійович
12	Національний музей історії України       02226103	м. Київ вул. Володимирська, 2	Андрощук Фудір Олександрович
13	Державне підприємство "Центр захисту інформаційного простору України", код ЄДРПОУ 41798218	01001, м. Київ, вул. Прорізна, буд.2	Генеральний директор Шубинський Олексій Вікторович,   
14	НЗАУНХУ імені Г.Г.Верьовки    02224525	01032,м.Київ бульвар Тараса Шевченка,50-52	Корінець Зеновій Михайлович
15	"Харківська державна наукова бібліотека ім. В.Г. Короленка 
02226174"	м. Харків, пров. Короленка, 18	"директор 
Ракитянська Валенита Дмитрівна
16	Національна бібліотека України для дітей       2215058	м. Київ вул. Януша Корчака, 62, 60, 60г 	Гордієнко Алла Іванівна
17	Національний музей-заповідник українського гончарства, 13939138	" смт.Опішня
вул. Партизанська, 102 	Пошивайло Олександр Миколайович
18	ДП  "Криворізький  державний цирк"  2174170	м. Кривий Ріг, 50027, вул. Віт. Матусевича,  буд.10	Хлібосолов Ігор Олексійович,
19	НЦТМ ім. Леся Курбаса,  22928278	м. Київ, вул. Воломирська,         23-В	Корнієнко Неллі Миколаївна,
20	Національний заповідник "Глухів"                   24003836	м. Глухів, вул. Шевченка,30	Мошик Ірина Вікторівна
21	Державна художня  середня школа імені Т.Г.Шевченка (02214202)	04112 м.Київ,вул.Жамбила Жабаєва,4	Авраменко Олена Іванівна
22	Український центр культурних досліджень,     02215041	01054, м.Київ, вул. Ярославів Вал,36	Френкель Ірина Володимирівна,
23	Національний художній музей України   02224330	01001   м. Київ, вул. Грушевського,6	 Литвинець Юлія Олександрівна
24	Державне підприємство "Національний академічний український драматичний театр імені Марії Заньковецької" (02224614) 	79008,  м. Львів, вул. Лесі Українки, 1	Мацяк Андрій Олександрович
25	Національний музей у Львові імені А.Шептицького     2219725	м.Львів, пр Свободи,20	Кожан Ігор Володимирович
26	Український культурний фонд (код ЄДРПОУ 41436842) 	Юридична адреса: 01601, м.Київ, вулиця І.Франка, 19; Фактична адреса: 01010, м.Київ, вулиця лаврська, 10-12	Федів Юлія Олександрівна
27	Національна заслужена академічна капела України "ДУМКА"    02224519                    	м. Київ бул Т.Шевченка 50-52	Савчук Євген Герасимович,
28	Національна історична бібліотека України                                                                                                                                                                                                                       	01015 м. Київ, вул. Лаврська,9 корп.24	Скорохватова Алла Віталіївна
29	Державний історико-архітектурний заповідник у м. Жовкві (вул. Запорізька 4, вул. Львівська 7, вул. Львівська 90)	ЄДРПОУ 20851148		Смолинець Іван Іванович
30	НІЕЗ "Переяслав"    02219369	м. Переяслав вул.Шевченко 8	Лукашевич Олексій Михайлович
31	Національний історико-культурний заповідник "Качанівка"                       02215420	16735, Чернігівська область, Ічнянський район, с. Качанівка, вул.Глінки, 1	Генеральний директор Буренко Володимир Борисович,
32	Національна музична академія України імені П.І. Чайковського (ЄДРПОУ 02214188)	м. Київ, вул. Архітектора Городецького 1-3/11	Тимошенко Максим Олегович
33	"Кременецько-Почаївський
державний
історико-архітектурний
заповідник,
код ЄДРПОУ 26024191,
Микулич
Вадим
Володимирович,
вул. Шевченка, 53,57, 
м. Кременець"
34	ДЕРЖАВНЕ ПІДПРИЄМСТВО "ОДЕСЬКИЙ ДЕРЖАВНИЙ ЦИРК", код ЄРДПОУ 02174847	Тернопільська обл.	Гайдамака Євген Володимирович
35	Державне підприємство "Харківський державний цирк імені                          Ф.Д. Яшинова"		Генеральний директор,       художній керівник     Житницький  Олексій Анатолійович 61052,                   м. Харків, вул. Гвардійців-Залізничників, буд. 7/9
36	НАКККіМ          код ЄДРПОУ 02214142	м.Київ вул.Ярославська.1/3Б	 Чернець Василь Гнатович
Бобровицьке відділення по підвищенню кваліфікації працівників культури і мистецтв  НАКККіМ         код ЄДРПОУ 26179733	 Чернігівська обл.                Бобровицький район  м.Бобровиця вул.Незалежності,43  	 Криворучко Микола Васильович
37	Дирекція художніх виставок України 02224577	м.Київ, вул. Васильківська, 32	Говдя Ольга Петрівна
38	Національна філармонія України 02226010	01001, м. Київ, Володимирський узвіз, 2	Остапенко Дмитро Іванович
39	ДП "Національний академічний драматичний театр ім.І.Франка, код 02224560 	м.Київ     пл.  І.Франка,3	Захаревич Михайло Васильович
40	НЗ "Давній Галич" 20552227	м.Галич вул.І.Франка3	Костишин Володимир Іванович
41	Одеська середня спеціалізована музична школа-інтернат імені професора П.С. Столярського (02214260)	65026 м. Одеса, вул.Сабанєєв міст, буд. 1	Молдаванов Віктор Вікторович
42	Харківська середня спеціалізована музична школа-інтернат	61052, м. Харків, вул. Благовіщенська, 19	Директор: Алтухов Валерій Миколайович
43	Державне підприємство "Національний центр Олександра Довженка" код ЄДРПОУ 22928085	03040, м. Київ, вул. Васильківська, 1	Козленко Іван Васильович            	Державне підприємство "Українська кіностудія анімаційних фільмів" код ЄДРПОУ 14274385	02156, м. Київ, вул. Кіото, 27	Голова комісії з припинення Козленко Іван Васильович
44	Національний музей Тараса Шевченка, 02226116	м. Київ, (бул. Тараса Шевченка, 12; вул. Вишгородська, 5) 	Стус Дмитро Васильович
45	Державне підприємство "Дирекція пересувних циркових колективів України"	01001, м.Київ, вул.Велика Житомирська, 4А	Книш Павло Петрович
46	Національний заповідник "Хортиця" (02223572)	м.Запоріжжя, вул.Старого Редуту 9	Остапенко Максим Анатолійович
47	Національний історико-меморіальний заповідник "Биківнянські могили" ЄДРПОУ 35371053	 м.Київ, вул. Липська,16                                                    Адреса розташування об`єктів м.Київ, Броварський проспект	Біляшівський Богдан Борисович
48	Київський національний університет театру, кіно і телебачення імені І.К. Карпенка-Карого   02214171	О1054    м.Київ	Ректор   Безгін Олексій Ігорович         
вул.Ярославів Вал,40
49	Національна бібліотека України імені Ярослава Мудрого                (код ЄДРПОУ 02226139)	01001,  м.Київ вул.Грушевського,1	Вилегжаніна Тамара Ізмайлівна
50	Державне підприємство  Проектно-конструкторське технологічне бюро       02403452	м.Львів вул.Данилишина,4	Максимчук   Володимир Олександрович
51	Шевченківський національний заповідник, 02226180	Черкаська обл. м.Канів вул.Шевченка, 102	Генеральний директор ПІНЯК Мар'ян Володимирович
52	26399293 Державна спеціалізована художня школа-інтернат І-ІІІ ступенів "Колегіум мистецтв у Опішні" ім. В.Кричевського	Полтавська обл., Зіньківський р-н, смт. Опішня, вул. Партизанська, 21	Овчаренко Людмила Миколаївна
53	Державне підприємство "Національний будинок органної та камерної музики України" 05509524	вул.Велика Васильківська,77	Стахурська Тетяна Миколаївна
54	Національна академія образотворчого мистецтва і архітектури (02214165)	м. Київ, вул. Вознесенський узвіз, 20	Чебикін Андрій Володимирович
м. Київ, вул. Лук’янівська, 69-71
55	Закарпатська академія мистецтв           Код ЄДРПОУ: 26465086	м. Ужгород вул. 
Минайська, 38/80	Небесник Іван Іванович
56	Українське національне інформаційне агентство “Укрінформ” (код ЄРДПОУ 00015332)	"01601 
м. Київ, 
вул. Б. Хмельницького, 8/16"	"Харченко Олександр Олександрович
57	Національний музей історії України у Другій світовій війні. Меморіальний комплекс (02224241)	01015, м. Київ, вул. Лаврська, 24	Ковальчук Іван Петрович
58	Національний історико-культурний заповідник "Гетьманська столиця"    22814631	вул.Гетьманська,74, м. Батурин, Чернігівська обл. 	Реброва Наталія Борисівна
59	Львівська середня спеціалізована музична школа-інтернат імені Соломії Крушельницької    02214231	79005, м.Львів, вул.Зелена, 10	Закопець Лев Миронович,
60	ДП "Національна опера України" ЄДРПОУ 02224531	01054, м. Київ, вул. Володимирська, 50	Чуприна Петро Якович,
61	Державне підприємство "Державна циркова компанія України" (код ЄДРПОУ 19070084)
- Відокремлений структурний підрозділ «Творча дирекція з підготовки циркових атракціонів та номерів» у м. Харкові, вул. Мала Гончарівська 16 	Кабаков Сергій Борисович
- Відокремлений структурний підрозділ «Творча дирекція з підготовки циркових атракціонів та номерів» у м. Харкові, вул. Мала Гончарівська 16

62	Державний історико-культурний заповідник у м.Белзі     26269366	вул.Савенка,1 м.Белз Сокальського р-ну Львівської обл.	Калиш Оксана іванівна
63	ДП "КІНОСТУДІЯ ІМ. О. ДОВЖЕНКА"      02404380		Янчук Олесь Спиридонович, 
		пр Перемоги 44
64	Національний архітектурно-історичний заповідник "Чернігів стародавній" Код ЄРДПОУ 02498151 	м.Чернігів, вул. Преображенська, 1	Генеральний директор Соболь Юрій Олексійович
65	Львівська національна академія мистецтв           (код ЄДРПОУ 02071027)	79011, Львівська обл., м. Львів, вул. Кубійовича,38	Ректор академії Володимир Васильович Одрехівський  
- Косівський інститут прикладного та декоративного мистецтва Львівської національної академії мистецтв       (код ЄРДПОУ 34857824)	78600, Івано-Франківська обл.,м.Косів, вул.Адама Міцкевича, 2	Директор інституту  Галина Миколаївна Юрчишин

66	ДП "Дирекція  Будинку Державних Художніх Колективів" 21608289	м.Київ бул.Т.Шевченка 50-52	Борисов Сергій Валерійович
67	Державне підприємство "Національний цирк України"     ( 02174618)	м. Київ, пл. Перемоги, 2	Корнієнко Владислав Вікторович
68	Національний заповідник «Софія Київська», ЄДРПОУ 02498145	м. Київ, вул.Володимирська, 24	Кириленко Вадим Вікторович
		м. Київ, вул.Володимирська, 24
69	Державний історико-архітектурний заповідник у м. Бережани Ідентифікаційний код ЄДРПОУ    26103387	47501, вул. Вірменська, 4, м. Бережани, Тернопільська обл.	Зорик Василь Петрович
70	Харківська державна академія дизайну і мистецтв,          код ЄРДПОУ 2071145	вул. Мистецтв, 8, м. Харків, 61002	СОБОЛЄВ Олександр Валерійович
71	Державний історико-архітектурний заповідник "Хотинська фортеця" 25811053	Чернівецька обл., м. Хотин, вул. Фортечна,    1-а 	Буйновська Єлизавета Валентинівна
72	КИЇВСЬКА ДЕРЖАВНА АКАДЕМІЯ ДЕКОРАТИВНО-ПРИКЛАДНОГО МИСТЕЦТВА І ДИЗАЙНУ ІМЕНІ МИХАЙЛА БОЙЧУКА (код за ЄДРПОУ 21598958)	01103, м.Київ, вул. М.Бойчука, 32	В.о. ректора О.В. Полтавець-Гуйда
73	Національний заповідник "Замки Тернопілля"    21146541		Маціпура Анатолій Вікторович,
		м. Збараж вул Б. Хмельницького, 22
74	Національний науково-дослідний реставраційний центр України   02224241	01024, м.Київ, вул. Терещенківська, 9б	В.о.генерального директора Стрєльнікова С.О
		вул. Пятницька 9
76	Державний істортико-архітектурний заповідник "Стара Умань"   34117684	Чекаська обл.            м. Умань вул. Небесної сотні 31	Директор           Давидюк Владислав Миронович
77	Національний Києво-Печерський історико-культурний заповідник, ЄДРПОУ 693191	м.Київ, вул. Лаврська,9	В.о. генерального директора Рудник Олександр Володимирович,
78	ДП "Львівський державний цирк" ЄДРПОУ 02174626	м. Львів, вул. Городоцька, 83	Здреник Роман Іванович
79	Державне підприємство "Дніпровський державний цирк" (код 02174187)	м. Дніпро, вул. Січеславська Набережна, б.33	генеральний директор Шабатько Віктор Іванович
80	Харківська державна академія культури (30036001)	м. Харків,Бурсацький узвіз,4	Шейко Василь Миколайович
82	"Державне підприємство «МУЛЬТИМЕДІЙНА ПЛАТФОРМА ІНОМОВЛЕННЯ УКРАЇНИ»  
код ЄДРПОУ 40235671"	вул. Хрещатик, буд. 26, м. Київ, 01001	"Островська Юлія Сергіївна
83	Український державний інститут культурної спадщини (16477553)	вул. Петропавлівська, 15	Прокопенко Ірина Віталіївна
84	Національний історико-меморіальний заповідник "Поле Берестецької битви" (13972673)	Рівненська обл. Радивилівський р., село Пляшева, вул.Козацької слави, 26	Галабуз Леонід Сергійович,
85	Національний заслужений академічний ансамбль танцю України імені Павла Вірського (код ЄДРПОУ 02224608)	м. Київ, бульвар Тараса Шевченка 50/52, 01032	Вантух Мирослав Михайлович
86	"Національний 
ансамбль солістів ""Київська камерата"""	"м.Київ,
вул.Пушкінська,32
"	"Матюхін Валерій 
Олександрович
87	Національна заслужена капела бандуристів України    02224554	м.Київ,  б-р Шевченка, 50-52	Курач ЮріЙ Володимирович               044-486-36-45
88	Національний історико-археологічний заповідник "Кам'яна Могила" 35124802	72350 Запорізька обл., Мелітопольський р-н, смт Мирне, вул. Заповідна 1	Михайлов Ярослав Борисович
89	ДП "Кримський дім", 39561604	м. Київ, вул. М.Омеляновича Павленка,9	Сеітаблаєв А.Ш.
90	Національний музей літератури України 02215414	м. Київ вул. б. Хмельницького,11	Сорока Галина Олексіївна
91	Державне підприємство "Харківський національний академічний театр опери та балету імені М.В.Лисенка"  38385217	м.Харків, вул.Сумська, буд.25	Оріщенко Олег Володимирович
92	Державне підприємство "Запорізький державний цирк" (02174833)	м. Запоріжжя, вул. Рекордна, 41	Зубко Тамара Вікторівна
93	Студія по підготовці акторських кадрів при Національному заслуженому академічному ансамблі танцю України імені Павла Вірського (26314227)	м. Київ, бульвар Тараса Шевченка 50/52, 01032	Тарасов Юрій Михайлович
94	Одеський національний академічний театр опери та балету (02224643)	Одеса, 65026, провулок Чайковського, 1	Бабіч Надія Матвіївна
95	Національний заповідник "Батьківщина Тараса Шевченка" код ЄДРПОУ 02215087		Шевченко Людмила Михайлівна
		с.Шевченкове, вул.Бондарівська,4
96	Студія по підготовці акторських кадрів при Національному заслуженому академічному українському народному хорі України імені Г.Г.Верьовки (26314210)	м. Київ, бульвар Тараса Шевченка 50-52	Видрак Мар`яна Романівна
97	Одеська національна музична академія ім. А.В.Нежданової            (02214254)	м.Одеса, вул. Новосельського, буд,63	Олійник Олександр Леонідович
98	Київський національний університет культури і мистецтв  02214159	м. Київ, вул. Євгена Коновальця, 36	"Бондар Ігор Савич
99	Державний науково-методичний центр змісту культурно-мистецької освіти   30524246	м. Київ, бульвар Тараса Шевченка 50-52	Бриль Марина Миколаївна
100	Дитяча хореографічна школа при національному заслуженому академічному ансамблі танцю України ім. Павла Вірського    21536236	м. Київ, бульвар Тараса Шевченка 50-52	Вантух Валентина Володимирівна
101	Студія по підготовці акторських кадрів при Національній заслуженій капелі бандуристів України імені Г.І. Майбороди    26268125	м. Київ, бульвар Тараса Шевченка 50-52	Лобода Тетяна Миколаївна
102	Національний музей народної архітектури та побуту України    03922125	м. Київ, вул. Лаврська, буд.9,корп. 19	Повякель Оксана Теодозіївна
103	Львівська національна галерея мистецтв імені Б.Г. Возницького    02223750	м. Львів, вул. Стефаника, буд.3	Возняк Тарас Степанович
104	Національний ІСТОРИКО-МЕМОРІАЛЬНИЙ ЗАПОВІДНИК "БАБИН ЯР"   35442078	м. Київ, вул. Петропавлівська, буд.15	Глазунов Борис Іванович
105	Одеська національна наукова бібліотека   02226151	м.Одеса, вул. Пастера, буд. 13	Бірюкова Ірина Олександрівна
106	Державне підприємство "Національний академічний театр російської драми імені Лесі України"    02224548	м. Київ, вул. Богдана Хмельницького, буд.5	Резнікович Михайло Ієрухимович
107	Державне підприємство "Державний академічний естрадно-симфонічний оркестр"  05509493	м. Київ, вул. Саксаганського, буд.38	Зайцев Олександр Семенович
108	Державне підприємство "Національний одеський філармонійний оркестр "   20923238	м.Одеса, вул. Буніна, буд. 15	Косяченко Іван Іванович
109	Івано-Франківський національний академічний Гуцулійський ансамбль пісні і танцю "Гуцулія"    36732731	м. Івано-Франковськ, вул. Леся Курбаса, буд. 3	Князевич Петро Михайлович                0342 75 20 78
110	Державна установа "Український інститут книги"    41137547	м. Київ, вул. Лаврська, буд.9,корп. 20	Колтунова Тетяна Олександрівна
111	Казенне підприємство "Державний гастрольно-концертний центр України"    35530682	м. Київ, бульвар Тараса Шевченка 50-52	Дзюбенко Сеггій Петрович
112	Державне підприємство "Українська студія хронікально-документальних фільмів"    02404397	м. Київ, вул. Є. Коновальця буд.18	Хорошилова Аліна Олександрівна
113	Державне підприємство "Державна фабрика театрального реквізиту"   02214099	м. Київ, вул. Золотоустівська, буд.53	Сиеблинський Олександр Георгіїйович
114	Державне підприємство "Центр інформатики"       02133225	м. Київ, вул. Ярославів Вал буд.36-38	Шейко Юрій Павлович
115	Державне унітарне підприємство "Дирекція з будівництва другої черги Національного музею "Меморіал жертв Голодомору"    41185501	м. Київ, вул. Лаврська, буд.3	Замогільний Андрій Григорович
116	Державне підприємство "Творчо-виробничий та навчально-дослідний центр розвитку сучасного мистецтва"  35137172	м. Київ, вул. Лук'янівська, буд.69-71	Зяблюк Андрій Михайлович
117	Державна агенція промоції культури України     21460473	м. Київ, вул. Лаврська, буд.5 корп. 5	Архипчук Сергій Володимирович
118	Львівський національний академічний театр опери та балету імені  Соломії Крушельницької                      02224620	м. Львыв, ПРОСПЕКТ СВОБОДИ, будинок 28	Вовкун Василь Володимирович
119	Державне підприємство спеціалізоване монтажне управлыння "Укркультмонтаж"                    02173147	м.Киив, Шевченкивський район, ПРОСПЕКТ ПЕРЕМОГИ, будинок 44	Даценко Іван Борисович

### Перелік непрацюючих, у стані припинення та передачі підприємств
1	Державне підприємство "Цирковий творчий  колектив "Зірки України"            19484288	м. Київ, площа Перемоги, буд.2	Мацієвський Михайло Йосипович
2	Державне підприємство "Національний заслужений академічний симфонічний оркестр України"   02226027	м. Київ, узвіз Володимирський, буд. 2-б	Горностай Олександр Васильович
3	Державне комерційне підприємство “Український культурний центр”  38779829	м. Київ, бульвар Тараса Шевченка 50-52	Куцевалов Валерій Вітальович
4	Державне підприємство "Державне концертне агентство "Україна"    33447760	м. Київ, бульвар Тараса Шевченка 50-52	Гуськов Ярослав Михайлович
5	Державне підприємство "Державна театрально-видовищна агенція"  33948323	м. Київ, вул. Січових Стрільців, буд.81	Дзюбенко Сергій Петрович
6	Державне підприємство "Державна дирекція міжнародних конкурсів та мистецьких програм "Арт-Україна"    36413933	м. Київ, бульвар Тараса Шевченка 50-52	Фещак Оксана Валеріївна
7	Державне підприємство "Національне газетно-журнальне видавництво"    16482679	м. Київ, вул. Васильківська, буд.1	Козленко Іван Васильович
8	Державне підприємство "Редакція  журналу "Пам'ятки України: історія і культура" 22857400	м. Київ, вул. Академіка Ромоданова, буд.12/2	Рудавський Павло Ігорович
9	Державне підприємство "Національна кінематека України"   19485307	м. Київ, вул. Кіото, буд.27	Станілевич Геннадій Віталійович
10	Державне підприємство "Українська кіностудія анімаційних фільмів"       14274385	м. Київ, вул. Кіото, буд.27	Козленко Іван Васильович
11	Державне підприємство "Центр інноваційних екранних та інформаційних технологій"   36844655	м. Київ, вул. Коновальця, буд.18	Химич Анатолій Олександрович
12	Державне підприємство "Харківське державне художньо-виробниче підприємство"      05789357	м. Харьків, вул.Мала Гончарівська, буд.20	Тимохина Любов Григорівна
13	Державне підприємство "Мале державне підприємство "Культсантехнік" 16282070	м. Київ, вул. Гоголівська, буд.37/2	Данченко Олег Петрович
14	Державне підприємство "Одеське державне конструкторське бюро кіноустаткування"  20966087	м.Одеса, вул. дальницька, буд. 32/34	Прокоф'єв Олександр Миколайович
15	Державне підприємство "Дирекція з реконструкції,  реставрації та розширення Національного художнього музею України"       31778106	м. Київ, вул. Грушевського, буд.6	Сергієнко Петро Семенович
16	Державне підприємство "Навчально-консультаційний центр по туризму"  16469779	м. Київ, вул. Богдана Хмельницького, буд, 26	Скрипко Ірина Олексіївна
17	Державне підприємство "Український інформаційно-сервісний центр культури і туризму"  36756108	м. Київ, вул. Грушевського, буд.4 н/прим 52	Ткаченко Анатолій Олександрович
18	Державне підприємство "Національна туристична організація" 30180328	м. Київ, вул. Ярославів Вал буд.36	Безверхий Віктор Ваніфатович
19	Державне підприємство "Українська туристична інфраструктура"  33240300	м. Київ, вул. Ярославів Вал буд.36	Миронюк Валерій Владленович
20	Державне підприємство "Національний туристичний офіс"     35592707	м. Київ, бульвар Тараса Шевченка 50-Б	Помоз Андрій Валентинович
21	Музей історії Десятинної церкви    38202516	м. Київ, вул. Володимирська, буд. 2	Писаренко Наталія Федорівна
22	Науковий центр розвитку туризму       26314291	м. Київ, вул. Жмаченка, буд. 26	Соколова Олена Іванівна

### Підприємства, які розташовані в зоні проведення АТО та на тимчасово окупованій території АР Крим
1	Державне підприємство "Донецький державний цирк" 02174595	м. Донецьк, вул. Стадіонна, буд. 2
2	Державне підприємство "Луганський державний цирк"  02174164	м. Луганськ, вул. Херсонська, буд. 7 Б
3	Державне підприємство "Севастопольський державний літній цирк"  22270823	м. Севастопіль, вул. Пожарова, буд. 23
4	Державне підприємство "Сімферопольський державний цирк імені Б.Н. Тезікова"   2174661	м. Сімферополь, вул. Горького, буд. 3
5	Державне підприємство "Ялтинський державний цирк України"      2174678	м. Ялта, вул. Московська, буд. 31
6	Національний заповідник "Херсонес Таврійський" 2221455	м. Севастопіль, вул. Древня,   буд. 1
7	Донецька державна музична академія імені С.С. Прокоф'єва  2214136	м. Донецьк, вул. Артема, буд. 44           м. Київ вул Архітектора Вербицького  1-3/11
8	Український культурно-інформаційний центр у м. Севастополі  24035687	м. Севастопіль, вул. Павла Корчагіна, буд. 1

## Джерело
- Наказ Міністерства культури України від 17.12.2018 № 1118 "Про мережу Міністерства культури України на 2019 рік". Міністерство культури України. Архів оригіналу за 22 серпня 2021.